# Werner Dittmann
Richard Werner Dittmann (* 4. November 1941 in Stuttgart; † 15. Februar 2002 in Reutlingen) war ein deutscher Sonderpädagoge, Psychologe und Hochschullehrer.

## Leben

### Familie und Werdegang
Werner Dittmann wuchs in einem familiären Umfeld auf, das seine Bildungskarriere prägte. Sein Vater, Werner Ludwig Andreas Dittmann, war Drogist, während seine Mutter, Emmy Lore (geb. Strähle), als Hilfsschuloberlehrerin tätig war. 
Nach dem Abitur am Albert-Schweitzer-Gymnasium im Jahr 1961 in Leonberg entschloss sich Werner Dittmann, eine Lehrbefähigung für Volksschulen zu erwerben. Von 1961 bis 1963 studierte er an der Pädagogischen Hochschule Ludwigsburg. Im Anschluss daran setzte er von 1963 bis 1968 ein Diplomstudium der Psychologie an der Universität Tübingen fort. Während seiner Studienzeit sammelte er praktische Erfahrungen als Vertragslehrer an verschiedenen Schulen, darunter Volksschulen und Sonderschulen.
Sein beruflicher Werdegang führte ihn von 1969 bis 1976 als wissenschaftlicher Assistent am Institut für Sonderpädagogik der Pädagogischen Hochschule (PH) Reutlingen, wo er von 1972 bis 1976 auch als Dozent tätig war. Diese Zeit war von einer intensiven Auseinandersetzung mit den Herausforderungen der Sonderpädagogik geprägt. Von 1976 bis 1985 war Werner Dittmann Professor am Fachbereich Sonderpädagogik der PH Reutlingen.
Darüber hinaus engagierte er sich als Lehrbeauftragter an verschiedenen Institutionen, darunter von 1981 bis 1993 die Evangelische Fachschule für Sozialpädagogik der Gustav-Werner Stiftung Reutlingen und von 1984 bis 1996 das Fachseminar für Sonderpädagogik in Reutlingen. Werner Dittmanns internationale Erfahrung als Gastprofessor an der Appalachian State University in Boone, North Carolina (USA) im Jahr 1985 erweiterte seine Perspektiven auf die Sonderpädagogik. Ab 1986 war er erneut Professor am Fachbereich Sonderpädagogik der PH Reutlingen/Ludwigsburg, bevor er 1994 eine Professur am Institut für Sonder- und Heilpädagogik der Universität Rostock annahm, wo er bis zu seinem Tod tätig war.

### Akademische Abschlüsse
Werner Dittmanns akademische Laufbahn war gekennzeichnet von erfolgreichen Abschlüssen: 1963 erwarb er das Staatsexamen an der PH Ludwigsburg, gefolgt von seinem Diplom in Psychologie an der Universität Tübingen im Jahr 1968. Seine Promotion zum Dr. rer. soc. 1982 an der Universität Tübingen befasste sich mit der Thematik der Intelligenz beim Down-Syndrom, wobei er den Forschungsstand zur Problematik der Intelligenzleistungen bei Betroffenen beleuchtete.

### Forschung und Veröffentlichungen
Werner Dittmann war ein engagierter Forscher und Autor, der zahlreiche Arbeiten im Bereich der Sonderpädagogik verfasste. Zu seinen bekanntesten Werken gehörten 1971 Aufgabenbereiche der pädagogisch-psychologischen Diagnostik bei geistig behinderten Kindern und die Testbatterie für geistig behinderte Kinder (TBGB), 1974 Die Häufigkeit des Auftretens von Kindern und Jugendlichen mit Down-Syndrom (Mongolismus) in Sonderschulen für geistig Behinderte und 1997 Zur aktuellen Prävalenz von Schüler/innen mit einer Schwer(mehrfach)-behinderung. 
Seine Arbeiten widmeten sich vor allem der Psychodiagnostik, der Leistungsbeurteilung bei geistig behinderten Kindern sowie der Verhaltensbeobachtung und dem Beobachtungstraining.

### Lehr- und Forschungsgebiete
Werner Dittmanns Lehr- und Forschungsinteressen konzentrierten sich auf die Psychodiagnostik sowie die Leistungsbeurteilung von Kindern mit geistiger Behinderung. Er war bestrebt, die Wissenschaft der Sonderpädagogik voranzutreiben und die Bedingungen für betroffene Kinder zu verbessern. 

## Schriften (Auswahl)
- Aufgabenbereiche der pädagogisch-psychologischen Diagnostik bei geistig behinderten Kindern und die Testbatterie für geistig behinderte Kinder (TBGB). In: A. Möckel (Hrsg.): Sonderschule im Wandel. 1971.
- Die Häufigkeit des Auftretens von Kindern und Jugendlichen mit Down-Syndrom (Mongolismus) in Sonderschulen für geistig Behinderte. In: Praxis der Kinderpsychologie und Kinderpsychiatrie. 1974. S. 144–149.
- Eine Intelligenztestuntersuchung mit dem Binetarium (BBN) bei Schülern in Sonderschulen für Geistigbehinderte. In: Zeitschrift für Heilpädagogik, Band 25. 1974. S. 92–108.
- Intelligenz beim Down-Syndrom. Forschungsstand zur Problematik der Intelligenzleistungen beim Down-Syndrom. 1982.
- Zur aktuellen Prävalenz von Schüler/innen mit einer Schwer(mehrfach)-behinderung. In: Werner Dittmann; Siegfried Klöpfer (Hrsg.): Zum Problem der pädagogischen Förderung schwerstbehinderter Kinder und Jugendlicher. Heidelberg, 1997, S. 97–118.
- Herausforderung, Menschen mit geistiger Behinderung anders zu sehen. In: G. Hiller; G. G.; W. Nestle (Hrsg.): Ausgehaltene Enttäuschungen. Langenau-Ulm, 1997. S. 22–25.